# Lista över matchresultat i Elitserien i ishockey 1982/1983
Lista över matchresultat i grundserien av Elitserien i ishockey 1982/1983. Ligan inleddes den 26 september 1982 och avslutades 3 mars 1983.
| Nr | Lag             | S  | V  | O | F  | GM  | IM  | MS  | P  |
| -- | --------------- | -- | -- | - | -- | --- | --- | --- | -- |
| 1  | Färjestad BK    | 36 | 22 | 6 | 8  | 184 | 123 | +61 | 50 |
| 2  | Djurgårdens IF  | 36 | 21 | 7 | 8  | 169 | 120 | +49 | 49 |
| 3  | AIK (RM)        | 36 | 20 | 7 | 9  | 151 | 107 | +44 | 47 |
| 4  | IF Björklöven   | 36 | 19 | 5 | 12 | 146 | 119 | +27 | 43 |
| 5  | Leksands IF     | 36 | 17 | 5 | 14 | 157 | 149 | +8  | 39 |
| 6  | Brynäs IF       | 36 | 12 | 8 | 16 | 143 | 160 | −17 | 32 |
| 7  | Västra Frölunda | 36 | 12 | 6 | 18 | 135 | 160 | −25 | 30 |
| 8  | Skellefteå AIK  | 36 | 10 | 7 | 19 | 119 | 149 | −30 | 27 |
| 9  | Modo AIK        | 36 | 9  | 6 | 21 | 128 | 194 | −66 | 24 |
| 10 | Hammarby IF     | 36 | 7  | 5 | 24 | 126 | 177 | −51 | 19 |

## Matcher
| Datum Match Resultat Publik Spelplan Omgång 1 - 26 september 1982 Djurgårdens IF-Skellefteå AIK 6-4 (2-1, 3-1, 1-2) 6641 Johanneshovs Isstadion - 26 september 1982 Modo AIK-Västra Frölunda IF 3-2 (1-0, 0-2, 2-0) 4082 Kempehallen - 26 september 1982 Färjestads BK-Leksands IF 3-5 (1-1, 0-4, 2-0) 5218 Färjestads Ishall - 26 september 1982 Brynäs IF-IF Björklöven 6-3 (1-3, 2-0, 3-0) 5578 Gavlerinken - 28 september 1982 Hammarby IF-AIK 2-5 (2-2, 0-1, 0-2) 9439 Johanneshovs Isstadion Omgång 2 - 30 september 1982 IF Björklöven-Färjestads BK 2-2 (0-0, 1-2, 1-0) 3900 Umeå ishall - 30 september 1982 Leksands IF-Modo AIK 13-4 (6-1, 5-1, 2-2) 5242 Leksands Isstadion - 30 september 1982 Skellefteå AIK-Hammarby IF 4-2 (1-1, 1-1, 2-0) 4408 Skellefteå isstadion - 30 september 1982 AIK-Brynäs IF 8-3 (2-2, 5-1, 1-0) 6107 Johanneshovs Isstadion - 30 september 1982 Västra Frölunda IF-Djurgårdens IF 3-2 (1-1, 1-0, 1-1) 7870 Scandinavium Omgång 3 - 3 oktober 1982 Hammarby IF-Västra Frölunda IF 2-3 (1-1, 1-1, 0-1) 4387 Johanneshovs Isstadion - 3 oktober 1982 Modo AIK-IF Björklöven 7-3 (2-3, 1-0, 4-0) 4295 Kempehallen - 3 oktober 1982 Färjestads BK-Brynäs IF 10-3 (0-0, 4-2, 6-1) 4686 Färjestads Ishall - 3 oktober 1982 Skellefteå AIK-AIK 1-3 (0-1, 0-0, 1-2) 4439 Skellefteå isstadion - 5 oktober 1982 Djurgårdens IF-Leksands IF 2-2 (1-2, 0-0, 1-0) 9223 Johanneshovs Isstadion Omgång 4 - 7 oktober 1982 Brynäs IF-Modo AIK 11-3 (1-2, 4-0, 6-1) 4230 Gavlerinken - 7 oktober 1982 IF Björklöven-Djurgårdens IF 3-6 (2-0, 0-4, 1-2) 3728 Umeå ishall - 7 oktober 1982 Leksands IF-Hammarby IF 7-4 (3-1, 3-1, 1-2) 4491 Leksands Isstadion - 7 oktober 1982 Västra Frölunda IF-Skellefteå AIK 5-5 (0-0, 1-2, 4-3) 7335 Scandinavium - 7 oktober 1982 AIK-Färjestads BK 3-0 (1-0, 1-0, 1-0) 5564 Johanneshovs Isstadion Omgång 5 - 10 oktober 1982 Hammarby IF-IF Björklöven 6-3 (1-2, 1-1, 4-0) 4172 Johanneshovs Isstadion - 10 oktober 1982 Modo AIK-Färjestads BK 1-6 (1-2, 0-2, 0-2) 3343 Kempehallen - 10 oktober 1982 Västra Frölunda IF-Brynäs IF 4-6 (2-3, 0-2, 2-1) 9047 Scandinavium - 10 oktober 1982 Skellefteå AIK-Leksands IF 5-3 (0-1, 3-1, 2-1) 4834 Skellefteå isstadion - 12 oktober 1982 Djurgårdens IF-AIK 3-3 (0-1, 3-1, 0-1) 9781 Johanneshovs Isstadion Omgång 6 - 14 oktober 1982 Färjestads BK-Djurgårdens IF 1-5 (1-2, 0-1, 0-2) 5108 Färjestads Ishall - 14 oktober 1982 Brynäs IF-Hammarby IF 5-4 (1-1, 3-1, 1-2) 6115 Gavlerinken - 14 oktober 1982 IF Björklöven-Skellefteå AIK 5-3 (2-1, 3-1, 0-1) 5003 Umeå ishall - 14 oktober 1982 Leksands IF-Västra Frölunda IF 9-5 (3-2, 3-1, 3-2) 4347 Leksands Isstadion - 14 oktober 1982 AIK-Modo AIK 6-2 (1-0, 0-0, 5-2) 4374 Johanneshovs Isstadion Omgång 7 - 17 oktober 1982 Djurgårdens IF-Modo AIK 4-2 (2-1, 1-1, 1-0) 6330 Johanneshovs Isstadion - 17 oktober 1982 Leksands IF-AIK 6-3 (3-1, 1-1, 2-1) 6486 Leksands Isstadion - 17 oktober 1982 Västra Frölunda IF-IF Björklöven 1-3 (0-2, 0-0, 1-1) 5682 Scandinavium - 17 oktober 1982 Skellefteå AIK-Brynäs IF 2-4 (1-0, 1-2, 0-2) 4267 Skellefteå isstadion - 19 oktober 1982 Hammarby IF-Färjestads BK 4-6 (1-1, 1-0, 2-5) 4448 Johanneshovs Isstadion Omgång 8 - 21 oktober 1982 Modo AIK-Hammarby IF 4-4 (1-1, 2-2, 1-1) 3225 Kempehallen - 21 oktober 1982 Färjestads BK-Skellefteå AIK 2-5 (1-0, 1-3, 0-2) 4256 Färjestads Ishall - 21 oktober 1982 Brynäs IF-Djurgårdens IF 1-4 (0-1, 1-0, 0-3) 7450 Gavlerinken - 21 oktober 1982 IF Björklöven-Leksands IF 3-0 (1-0, 1-0, 1-0) 4468 Umeå ishall - 21 oktober 1982 AIK-Västra Frölunda IF 2-1 (0-1, 1-0, 1-0) 5491 Johanneshovs Isstadion Omgång 9 - 24 oktober 1982 Hammarby IF-Djurgårdens IF 1-6 (0-3, 0-2, 1-1) 9781 Johanneshovs Isstadion - 24 oktober 1982 IF Björklöven-AIK 2-0 (0-0, 1-0, 1-0) 4750 Umeå ishall - 24 oktober 1982 Leksands IF-Brynäs IF 2-4 (1-1, 0-3, 1-0) 5714 Leksands Isstadion - 24 oktober 1982 Västra Frölunda IF-Färjestads BK 2-6 (2-0, 0-2, 0-4) 6837 Scandinavium - 24 oktober 1982 Skellefteå AIK-Modo AIK 8-3 (2-1, 4-1, 2-1) 4391 Skellefteå isstadion Omgång 10 - 26 oktober 1982 AIK-IF Björklöven 4-1 (2-0, 2-0, 0-1) 5826 Johanneshovs Isstadion - 28 oktober 1982 Djurgårdens IF-Hammarby IF 3-2 (2-1, 0-0, 1-1) 8060 Johanneshovs Isstadion - 28 oktober 1982 Modo AIK-Skellefteå AIK 2-3 (1-0, 1-2, 0-1) 2997 Kempehallen - 28 oktober 1982 Färjestads BK-Västra Frölunda IF 5-2 (3-0, 2-0, 0-2) 5481 Färjestads Ishall - 28 oktober 1982 Brynäs IF-Leksands IF 1-4 (1-2, 0-2, 0-0) 7809 Gavlerinken Omgång 11 - 2 november 1982 Djurgårdens IF-Brynäs IF 7-1 (2-1, 4-0, 1-0) 9223 Johanneshovs Isstadion - 4 november 1982 Hammarby IF-Modo AIK 8-3 (3-1, 2-1, 3-1) 3870 Johanneshovs Isstadion - 4 november 1982 Leksands IF-IF Björklöven 5-2 (0-0, 1-2, 4-0) 4425 Leksands Isstadion - 4 november 1982 Västra Frölunda IF-AIK 1-3 (0-1, 0-2, 1-0) 6276 Scandinavium - 4 november 1982 Skellefteå AIK-Färjestads BK 3-5 (0-2, 0-1, 3-2) 4374 Skellefteå isstadion Omgång 12 - 7 november 1982 Modo AIK-Djurgårdens IF 2-4 (0-0, 1-4, 1-0) 2924 Kempehallen - 7 november 1982 Färjestads BK-Hammarby IF 6-3 (4-1, 2-0, 0-2) 4742 Färjestads Ishall - 7 november 1982 Brynäs IF-Skellefteå AIK 6-2 (2-1, 1-0, 3-1) 5714 Gavlerinken - 7 november 1982 IF Björklöven-Västra Frölunda IF 4-3 (1-2, 2-1, 1-0) 3586 Umeå ishall - 7 november 1982 AIK-Leksands IF 7-5 (2-1, 2-3, 3-1) 9223 Johanneshovs Isstadion Omgång 13 - 9 november 1982 Djurgårdens IF-Färjestads BK 4-4 (1-0, 1-3, 2-1) 6900 Johanneshovs Isstadion - 11 november 1982 Hammarby IF-Brynäs IF 0-4 (0-1, 0-1, 0-2) 5164 Johanneshovs Isstadion - 11 november 1982 Modo AIK-AIK 2-5 (0-1, 1-3, 1-1) 2894 Kempehallen - 11 november 1982 Västra Frölunda IF-Leksands IF 5-3 (1-2, 1-0, 3-1) 8291 Scandinavium - 11 november 1982 Skellefteå AIK-IF Björklöven 1-7 (1-2, 0-2, 0-3) 6533 Skellefteå isstadion Omgång 14 - 14 november 1982 Färjestads BK-Modo AIK 5-5 (0-1, 1-2, 4-2) 3868 Färjestads Ishall - 14 november 1982 Brynäs IF-Västra Frölunda IF 3-2 (1-0, 0-0, 2-2) 5372 Gavlerinken - 14 november 1982 IF Björklöven-Hammarby IF 2-1 (1-0, 1-1, 0-0) 3501 Umeå ishall - 14 november 1982 Leksands IF-Skellefteå AIK 4-4 (0-0, 2-3, 2-1) 3906 Leksands Isstadion - 14 november 1982 AIK-Djurgårdens IF 5-8 (1-4, 3-2, 1-2) 9781 Johanneshovs Isstadion Omgång 15 - 16 november 1982 Djurgårdens IF-IF Björklöven 4-3 (1-0, 2-0, 1-3) 7287 Johanneshovs Isstadion - 18 november 1982 Hammarby IF-Leksands IF 4-4 (2-1, 1-1, 1-2) 5461 Johanneshovs Isstadion - 18 november 1982 Modo AIK-Brynäs IF 8-3 (1-0, 6-1, 1-2) 3222 Kempehallen - 18 november 1982 Färjestads BK-AIK 5-4 (2-1, 3-2, 0-1) 5919 Färjestads Ishall - 18 november 1982 Skellefteå AIK-Västra Frölunda IF 4-4 (2-2, 1-1, 1-1) 3878 Skellefteå isstadion Omgång 16 - 21 november 1982 Brynäs IF-Färjestads BK 3-3 (0-2, 2-1, 1-0) 5291 Gavlerinken - 21 november 1982 IF Björklöven-Modo AIK 12-3 (4-1, 3-1, 5-1) 4092 Umeå ishall - 21 november 1982 Leksands IF-Djurgårdens IF 3-3 (2-1, 1-0, 0-2) 5327 Leksands Isstadion - 21 november 1982 Västra Frölunda IF-Hammarby IF 7-4 (2-3, 1-1, 4-0) 6831 Scandinavium - 21 november 1982 AIK-Skellefteå AIK 2-2 (1-0, 0-0, 1-2) 6144 Johanneshovs Isstadion Omgång 17 - 23 november 1982 Hammarby IF-Skellefteå AIK 6-3 (2-0, 2-2, 2-1) 3652 Johanneshovs Isstadion - 25 november 1982 Djurgårdens IF-Västra Frölunda IF 6-2 (2-1, 3-1, 1-0) 7756 Johanneshovs Isstadion - 25 november 1982 Modo AIK-Leksands IF 4-4 (1-1, 1-3, 2-0) 3138 Kempehallen - 25 november 1982 Färjestads BK-IF Björklöven 12-6 (4-2, 4-3, 4-1) 4650 Färjestads Ishall - 25 november 1982 Brynäs IF-AIK 5-5 (2-2, 3-1, 0-2) 6774 Gavlerinken Omgång 18 - 27 november 1982 AIK-Hammarby IF 5-4 (0-2, 3-0, 2-2) 9781 Johanneshovs Isstadion - 28 november 1982 IF Björklöven-Brynäs IF 3-3 (1-1, 1-2, 1-0) 3377 Umeå ishall - 28 november 1982 Leksands IF-Färjestads BK 3-4 (1-0, 1-1, 1-3) 3571 Leksands Isstadion - 28 november 1982 Västra Frölunda IF-Modo AIK 8-1 (3-0, 1-0, 4-1) 6889 Scandinavium - 28 november 1982 Skellefteå AIK-Djurgårdens IF 1-7 (0-5, 0-1, 1-1) 3368 Skellefteå isstadion | Omgång 19 - 30 november 1982 Hammarby IF-Djurgårdens IF 1-7 (0-4, 0-0, 1-3) 9782 Johanneshovs Isstadion - 2 december 1982 IF Björklöven-Leksands IF 5-3 (1-0, 4-1, 0-2) 3501 Umeå ishall - 2 december 1982 Brynäs IF-Västra Frölunda IF 6-6 (2-1, 3-2, 1-3) 4040 Gavlerinken - 2 december 1982 AIK-Modo AIK 8-4 (0-2, 2-0, 6-2) 4145 Johanneshovs Isstadion - 2 december 1982 Skellefteå AIK-Färjestads BK 1-7 (0-2, 0-4, 1-1) 2975 Skellefteå isstadion Omgång 20 - 5 december 1982 Leksands IF-Brynäs IF 9-2 (2-0, 3-1, 4-1) 4756 Leksands Isstadion - 5 december 1982 Färjestads BK-AIK 1-2 (0-1, 0-0, 1-1) 5609 Färjestads Ishall - 5 december 1982 Modo AIK-IF Björklöven 4-5 (3-2, 1-2, 0-1) 3151 Kempehallen - 5 december 1982 Västra Frölunda IF-Hammarby IF 4-3 (2-3, 0-0, 2-0) 6856 Scandinavium - 5 december 1982 Djurgårdens IF-Skellefteå AIK 3-2 (2-0, 1-0, 0-2) 8333 Johanneshovs Isstadion Omgång 21 - 9 december 1982 Hammarby IF-Brynäs IF 6-5 (2-2, 2-2, 2-1) 4685 Johanneshovs Isstadion - 9 december 1982 Färjestads BK-Djurgårdens IF 3-3 (2-0, 0-1, 1-2) 5494 Färjestads Ishall - 9 december 1982 Modo AIK-Skellefteå AIK 4-4 (0-1, 2-3, 2-0) 3390 Kempehallen - 9 december 1982 Leksands IF-AIK 3-2 (1-0, 1-2, 1-0) 4528 Leksands Isstadion - 9 december 1982 Västra Frölunda IF-IF Björklöven 1-4 (0-2, 1-2, 0-0) 7114 Scandinavium Omgång 22 - 6 januari 1983 Brynäs IF-Modo AIK 3-5 (2-1, 1-1, 0-3) 4507 Gavlerinken - 6 januari 1983 IF Björklöven-Färjestads BK 4-5 (0-0, 2-3, 2-2) 3874 Umeå ishall - 6 januari 1983 AIK-Skellefteå AIK 7-3 (1-0, 1-0, 5-3) 4638 Johanneshovs Isstadion - 6 januari 1983 Västra Frölunda IF-Djurgårdens IF 4-2 (3-0, 0-1, 1-1) 9244 Scandinavium - 7 januari 1983 Hammarby IF-Leksands IF 2-3 (0-2, 1-1, 1-0) 6636 Johanneshovs Isstadion Omgång 23 - 9 januari 1983 Skellefteå AIK-IF Björklöven 2-2 (0-1, 1-1, 1-0) 4487 Skellefteå isstadion - 9 januari 1983 Modo AIK-Hammarby IF 2-1 (0-0, 0-1, 2-0) 3930 Kempehallen - 9 januari 1983 Färjestads BK-Brynäs IF 7-5 (2-2, 3-1, 2-2) 4994 Färjestads Ishall - 9 januari 1983 Leksands IF-Västra Frölunda IF 2-7 (1-3, 0-4, 1-0) 3631 Leksands Isstadion - 9 januari 1983 Djurgårdens IF-AIK 7-6 (2-1, 4-2, 1-3) 9781 Johanneshovs Isstadion Omgång 24 - 13 januari 1983 Leksands IF-Skellefteå AIK 5-1 (4-0, 0-1, 1-0) 2487 Leksands Isstadion - 13 januari 1983 Hammarby IF-Färjestads BK 6-7 (4-1, 1-3, 1-3) 3234 Johanneshovs Isstadion - 13 januari 1983 Brynäs IF-Djurgårdens IF 7-8 (1-4, 4-2, 2-2) 5958 Gavlerinken - 13 januari 1983 IF Björklöven-AIK 6-3 (3-2, 2-1, 1-0) 3768 Umeå ishall - 13 januari 1983 Västra Frölunda IF-Modo AIK 3-2 (1-1, 1-1, 1-0) 7146 Scandinavium Omgång 25 - 16 januari 1983 Djurgårdens IF-IF Björklöven 3-5 (1-1, 1-4, 1-0) 7863 Johanneshovs Isstadion - 16 januari 1983 Skellefteå AIK-Hammarby IF 8-3 (2-0, 4-0, 2-3) 3609 Skellefteå isstadion - 16 januari 1983 Färjestads BK-Västra Frölunda IF 8-3 (3-0, 2-3, 3-0) 5223 Färjestads Ishall - 16 januari 1983 Modo AIK-Leksands IF 5-3 (2-1, 2-1, 1-1) 3521 Kempehallen - 18 januari 1983 AIK-Brynäs IF 2-2 (0-1, 1-0, 1-1) 6129 Johanneshovs Isstadion Omgång 26 - 20 januari 1983 Hammarby IF-AIK 3-9 (1-1, 1-5, 1-3) 5148 Johanneshovs Isstadion - 20 januari 1983 Brynäs IF-IF Björklöven 3-2 (2-0, 1-1, 0-1) 3885 Gavlerinken - 20 januari 1983 Modo AIK-Djurgårdens IF 8-6 (0-3, 3-2, 5-1) 3434 Kempehallen - 20 januari 1983 Leksands IF-Färjestads BK 5-7 (3-2, 1-2, 1-3) 3079 Leksands Isstadion - 20 januari 1983 Västra Frölunda IF-Skellefteå AIK 4-11 (3-4, 0-5, 1-2) 6033 Scandinavium Omgång 27 - 23 januari 1983 AIK-Västra Frölunda IF 7-4 (3-2, 1-1, 3-1) 4996 Johanneshovs Isstadion - 23 januari 1983 IF Björklöven-Hammarby IF 3-3 (2-0, 0-2, 1-1) 3258 Umeå ishall - 23 januari 1983 Skellefteå AIK-Brynäs IF 4-4 (0-1, 1-2, 3-1) 4049 Skellefteå isstadion - 23 januari 1983 Färjestads BK-Modo AIK 9-5 (3-1, 5-2, 1-2) 4346 Färjestads Ishall - 25 januari 1983 Djurgårdens IF-Leksands IF 9-4 (1-1, 3-2, 5-1) 9223 Johanneshovs Isstadion Omgång 28 - 27 januari 1983 Djurgårdens IF-Färjestads BK 2-7 (1-2, 1-2, 0-3) 7431 Johanneshovs Isstadion - 27 januari 1983 Brynäs IF-Hammarby IF 3-3 (2-2, 0-1, 1-0) 3947 Gavlerinken - 27 januari 1983 IF Björklöven-Västra Frölunda IF 9-2 (5-2, 3-0, 1-0) 3155 Umeå ishall - 27 januari 1983 Skellefteå AIK-Modo AIK 5-7 (1-5, 0-1, 4-1) 3829 Skellefteå isstadion - 28 januari 1983 AIK-Leksands IF 8-0 (2-0, 1-0, 5-0) 8403 Johanneshovs Isstadion Omgång 29 - 30 januari 1983 Modo AIK-Färjestads BK 2-6 (0-1, 2-4, 0-1) 3886 Kempehallen - 30 januari 1983 Hammarby IF-IF Björklöven 6-5 (0-2, 3-2, 3-1) 2573 Johanneshovs Isstadion - 30 januari 1983 Brynäs IF-Skellefteå AIK 1-3 (0-1, 0-1, 1-1) 3612 Gavlerinken - 30 januari 1983 Leksands IF-Djurgårdens IF 5-4 (3-3, 1-0, 1-1) 3927 Leksands Isstadion - 30 januari 1983 Västra Frölunda IF-AIK 3-0 (0-0, 0-0, 3-0) 5432 Scandinavium Omgång 30 - 1 februari 1983 AIK-Hammarby IF 2-5 (1-1, 0-1, 1-3) 5591 Johanneshovs Isstadion - 3 februari 1983 IF Björklöven-Brynäs IF 5-3 (0-2, 2-1, 3-0) 3207 Umeå ishall - 3 februari 1983 Skellefteå AIK-Västra Frölunda IF 5-1 (1-0, 1-0, 3-1) 3339 Skellefteå isstadion - 3 februari 1983 Färjestads BK-Leksands IF 2-3 (1-1, 1-1, 0-1) 5435 Färjestads Ishall - 3 februari 1983 Djurgårdens IF-Modo AIK 3-3 (1-0, 1-1, 1-2) 4873 Johanneshovs Isstadion Omgång 31 - 6 februari 1983 Hammarby IF-Skellefteå AIK 2-4 (1-0, 0-3, 1-1) 4370 Johanneshovs Isstadion - 6 februari 1983 Brynäs IF-AIK 4-4 (4-1, 0-2, 0-1) 5597 Gavlerinken - 6 februari 1983 IF Björklöven-Djurgårdens IF 7-2 (3-0, 1-2, 3-0) 4027 Umeå ishall - 6 februari 1983 Leksands IF-Modo AIK 7-3 (0-1, 4-1, 3-1) 3304 Leksands Isstadion - 6 februari 1983 Västra Frölunda IF-Färjestads BK 4-4 (1-2, 2-1, 1-1) 6412 Scandinavium Omgång 32 - 8 februari 1983 Djurgårdens IF-Brynäs IF 6-4 (1-0, 1-2, 4-2) 5236 Johanneshovs Isstadion - 8 februari 1983 Färjestads BK-Hammarby IF 10-2 (5-1, 3-0, 2-1) 3563 Färjestads Ishall - 10 februari 1983 AIK-IF Björklöven 2-2 (1-1, 1-0, 0-1) 4964 Johanneshovs Isstadion - 10 februari 1983 Skellefteå AIK-Leksands IF 3-6 (2-0, 0-3, 1-3) 3538 Skellefteå isstadion - 10 februari 1983 Modo AIK-Västra Frölunda IF 5-5 (3-1, 2-3, 0-1) 3766 Kempehallen Omgång 33 - 20 februari 1983 Hammarby IF-Modo AIK 5-3 (1-1, 2-1, 2-1) 2710 Johanneshovs Isstadion - 20 februari 1983 Brynäs IF-Färjestads BK 5-3 (1-0, 2-2, 2-1) 3888 Gavlerinken - 20 februari 1983 IF Björklöven-Skellefteå AIK 3-1 (1-1, 2-0, 0-0) 5015 Umeå ishall - 20 februari 1983 Västra Frölunda IF-Leksands IF 10-5 (2-1, 5-1, 3-3) 7222 Scandinavium - 22 februari 1983 AIK-Djurgårdens IF 2-2 (0-1, 0-0, 2-1) 9781 Johanneshovs Isstadion Omgång 34 - 24 februari 1983 Skellefteå AIK-AIK 0-5 (0-2, 0-1, 0-2) 2830 Skellefteå isstadion - 24 februari 1983 Modo AIK-Brynäs IF 4-2 (1-0, 1-1, 2-1) 2610 Kempehallen - 24 februari 1983 Färjestads BK-IF Björklöven 6-2 (1-0, 1-1, 4-1) 4550 Färjestads Ishall - 24 februari 1983 Leksands IF-Hammarby IF 5-4 (2-1, 0-2, 3-1) 3311 Leksands Isstadion - 24 februari 1983 Djurgårdens IF-Västra Frölunda IF 2-4 (0-2, 0-1, 2-1) 4407 Johanneshovs Isstadion Omgång 35 - 3 januari 1983 AIK-Färjestads BK 5-3 (1-1, 2-0, 2-2) 5327 Johanneshovs Isstadion - 27 februari 1983 Brynäs IF-Leksands IF 4-5 (2-3, 0-2, 2-0) 7149 Gavlerinken - 27 februari 1983 IF Björklöven-Modo AIK 6-1 (1-0, 3-0, 2-1) 3897 Umeå ishall - 27 februari 1983 Skellefteå AIK-Djurgårdens IF 1-5 (1-1, 0-2, 0-2) 2740 Skellefteå isstadion - 27 februari 1983 Hammarby IF-Västra Frölunda IF 6-6 (2-1, 4-2, 0-3) 1311 Johanneshovs Isstadion Omgång 36 - 3 mars 1983 Djurgårdens IF-Hammarby IF 11-4 (1-2, 2-0, 8-2) 5360 Johanneshovs Isstadion - 3 mars 1983 Modo AIK-AIK 2-4 (1-2, 0-1, 1-1) 1883 Kempehallen - 3 mars 1983 Färjestads BK-Skellefteå AIK 4-1 (2-1, 2-0, 0-0) 3952 Färjestads Ishall - 3 mars 1983 Leksands IF-IF Björklöven 2-4 (0-3, 2-0, 0-1) 4941 Leksands Isstadion - 3 mars 1983 Västra Frölunda IF-Brynäs IF 4-8 (1-1, 3-7, 0-0) 6519 Scandinavium |